# بلدة والنت غروف (مقاطعة غرين)
والنت غروف بلدة هي بلدة مدنية غير نشطة في مقاطعة غرين التابعة لولاية ميزوري في الولايات المتحدة الأمريكية.
سميت  البلدة باسم مستوطنة  والنت غروف.